# Niphona indica
Niphona indica là một loài bọ cánh cứng trong họ Cerambycidae.